# 4 Cabeça
4 Cabeça é um grupo musical de MPB formado pelos músicos Luis Carlinhos, Gabriel Moura, Maurício Baia e Rogê. Em 2009 o grupo lançou o primeiro CD homônimo pela Bolacha Discos.